# Dokimasie
Dokimasie oder dokimasia (altgriechisch δοκιμασία) bezeichnet eine offizielle Prüfung von Personen und Sachen im antiken Griechenland.

## Anwendung
Im antiken Athen mussten Bewerber für höhere Ämter, wie das des Basileus oder des Archon, sich der dokimasia unterziehen. Dasselbe galt bei der Einschreibung in die Bürgerlisten für Epheben und für Neubürger. Ebenso wurde die Tauglichkeitsprüfung von Pferden für den Kriegsdienst so bezeichnet.

## Ziel
Die dokimasia sollte sicherstellen, dass Aufgaben nur von dafür geeigneten Personen wahrgenommen wurden. Besonders bei öffentlichen Ämtern und in der Politik sowie bei der militärischen Führung, war die dokimasia notwendig, um bei der üblichen Praxis der Ämterverlosung offensichtlich ungeeignete Bewerber herauszufiltern.

## Verfahren
Die dokimasia für ein öffentliches Amt in Athen war ein justizförmiges Verfahren, in dem der Kandidat zunächst Beweise für sein Bürgerrecht, die Erfüllung von Kriegsdienst und Steuerpflicht und seine Unbescholtenheit vorzubringen hatte. Sodann konnte jedermann Einspruch erheben und Vorwürfe anbringen. Bei Aristoteles sind derartige Verfahren beschrieben. Der Logograph Lysias hat Reden für Dokimasie-Verfahren verfasst.